# Grootvorstendom Litouwen
Het groothertogdom Litouwen of het grootvorstendom Litouwen (Grootvorstendom van Litouwen, Roes en Samogitië; Roetheens: Великое княжество Литовское; Litouws: Lietuvos Didžioji Kunigaikštystė; Pools: Wielkie Księstwo Litewskie) was een Oost-Europese staat die ontstond in de 13e eeuw en bestaan heeft tot de 18e eeuw.
Het grootvorstendom ontstond in de 13e eeuw om de dreiging van de Duitse Orde het hoofd te kunnen bieden en had in Mindaugas zijn eerste vorst. Mindaugas liet zich in 1253 dopen en verkreeg daardoor de koningstitel van paus Innocentius IV. Na de moord op Mindaugas kwamen er weer heidense vorsten op de troon van Litouwen. Dit veranderde toen grootvorst Jogaila koning van Polen kon worden en zich daarvoor bekeerde. Twee eeuwen lang regeerde zijn dynastie over Polen en Litouwen en in deze tijd raakten de twee staten steeds meer met elkaar vervlochten. In deze periode kon het grootvorstendom zijn eigen identiteit behouden. In een reeks van verdragen raakten beide staten nog nauwer met elkaar verwant, met als uiteindelijke hoogtepunt de Unie van Lublin, waar het Pools-Litouwse Gemenebest werd gevestigd. De aanhoudende oorlogen met andere Oostzeemachten en met het tsaardom Rusland verzwakten het gemenebest in de 17e en 18e eeuw ernstig. Rusland wist veel grondgebied af te snoepen, waardoor het grootvorstendom aan macht en invloed verloor. In 1795 kwam met de Derde Poolse Deling een definitief einde aan het rijk.
Het grootvorstendom omvatte in de 15e eeuw – de periode van zijn grootste uitbreiding – het grondgebied van het huidige Litouwen, Wit-Rusland, Oekraïne, Transnistrië en delen van Polen en Rusland. Het was toen een multi-etnische staat en de grootste staat van Europa. Het grootvorstendom was nauwer verwant aan West-Europa dan aan Rusland. Zo werd in Litouwen het Latijns schrift gebruikt in plaats van het Cyrillisch en vertoonden de politieke instituties gelijkenissen met die in West-Europa.

## Geschiedenis

### Oorsprong
De Baltische gebieden werden in de vroege middeleeuwen bewoond door heidense Balten. De vele Baltische volkeren en stammen vormden tezamen geen politieke eenheid of organisatie. In Boven-Litouwen leefde het Baltische volk de Litouwers. Over hen heersten clans die de grondslag legden voor het latere grootvorstendom. De naam Litouwen duikt voor het eerst op in de Annalen van Quedlinburg waarin de gebeurtenissen van het jaar 1009 werden beschreven. Daarin wordt verteld over bisschop Bonifatius die door een groep heidenen werd vermoord. Volgens sommige verhalen zou Bonifatius de Litouwse "koning" Nethimer hebben gedoopt.
In de 9e eeuw werden de Baltische gebieden gekoloniseerd door Zweedse Vikingen. Zij dreven handel met Constantinopel en waren, samen met de Rurikiden, heer en meester over de handelswegen die door de landstreek liepen. De lokale stammen werden daarbij buitengesloten. In ruil voor bescherming brachten sommige Baltische stamhoofden hulde aan het vorstendom Pskov of de republiek Novgorod.
In 1198 verleende paus Innocentius III pauselijke goedkeuring aan de Noordelijke Kruistochten die tot doel hadden de heidense stammen in het Baltische gebied te bekeren. Vier jaar later deed de Orde van de Zwaardbroeders zijn intrede in de regio. De Orde veroverde grote gebieden en bekeerde de bevolking met harde hand. In 1219 sloot een groep Litouwse hertogen een verdrag met het koninkrijk Galicië-Wolynië om tegen de kruisvaarders te vechten. Tot de groep behoorde onder anderen Mindaugas. In 1236 wisten de Litouwers en de Samogitiërs in de Slag bij Saule de Zwaardbroeders te verslaan. Het grootste deel van de broeders kwam daarbij om. De restanten van de Orde werden in 1237 bij de Duitse Orde gevoegd en omgevormd tot de Lijflandse Orde. Door deze ontwikkeling bleef de dreiging groot. Om zich daar tegen te verweren stelden de Litouwse edelen het ambt van grootvorst in en verenigden zich onder hun eerste grootvorst Mindaugas.

### Opkomst van Mindaugas

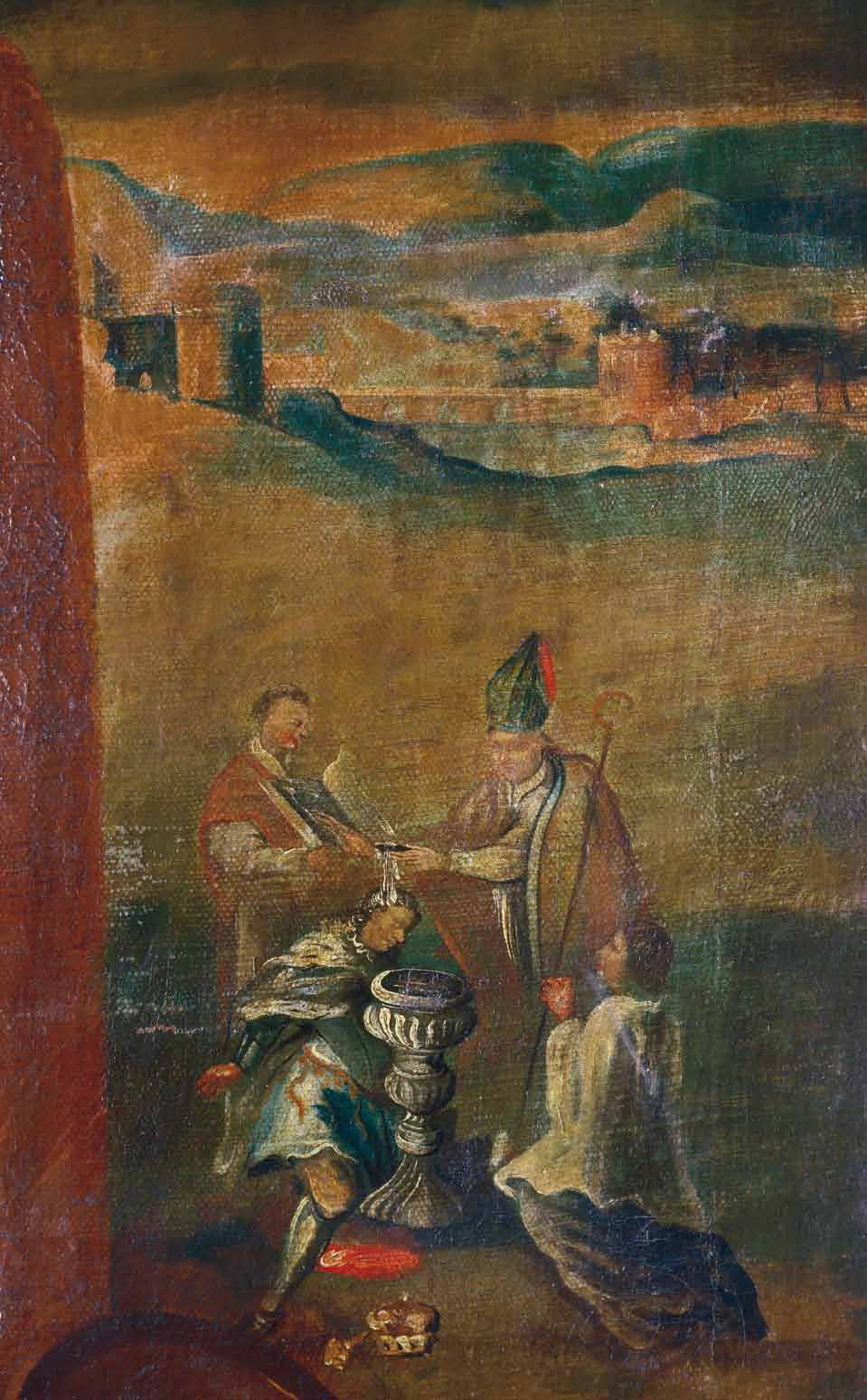
De doop van Mindaugas, schilderij uit de 17e eeuw van een onbekende schilder.

Mindaugas heerste aanvankelijk alleen over zijn eigen land Aukštaitija, maar liet zich wel militair gelden in de regio. Hij sloot een persoonlijk bondgenootschap met Daniel van Galicië en veroverde andere gebieden in het latere Litouwen, zoals Navahroedak en Sudovië. Door de groeiende autoriteit, invloed en macht van Mindaugas kon hij zijn gezag ook laten gelden in etnisch Litouwse gebieden buiten Litouwen zelf. Zijn gezag werd op de proef gesteld door zijn neven Tautvilas en Gedvydas, en de hertog van Samogitië, Vykintas. Zij vroegen hierbij zelfs de Duitse Orde om hulp. Mindaugas stuurde zijn neven en Vykintas in 1248 op veldtocht naar Smolensk en maakte van hun afwezigheid gebruik om hun kastelen in te nemen. Ze zochten hun toevlucht bij Daniel van Galicië wat leidde tot een verstoorde verhouding tussen Mindaugas en Daniel. Tautvilas liet zich dopen door de aartsbisschop van Riga.
Aangemoedigd door zijn edelen, die naar het christendom neigden, zocht Mindaugas in 1250 contact met de Lijflandse Orde. Hij nodigde de grootmeester van de orde, Andreas von Stierland, uit en sloot met hem een overeenkomst. Mindaugas zou zich laten dopen en zou daarop een kroon van de paus ontvangen wat hem tot de hoogste leider in Litouwen zou maken. Bovendien zou de orde hem steunen in zijn strijd. In ruil bood Mindaugas aan de orde land en geschenken te geven. In 1251 liet Mindaugas zich dopen en stuurde vervolgens een boodschapper naar paus Innocentius IV om hem over zijn bekering te berichten. De paus verleende hem daarop de koningstitel.

### Kortstondig koninkrijk
Met zijn kroning waren de vijanden van Mindaugas nog niet verdwenen; wel werd hij bijgestaan door de Lijflandse Orde. Met hun hulp kon Mindaugas in 1252 zijn vijanden verslaan. Vervolgens wist hij zijn macht te consolideren en op 6 juli 1253 kon hij uiteindelijk gekroond worden door de bisschop van Kulm. Een jaar later verzoende Mindaugas zich met Daniel van Galicië en ook met Tautvilas, die hertog van Polotsk werd. In 1255 lanceerde hij samen met koning Daniel een militaire campagne om Kiev te veroveren, maar deze poging liep uit op een mislukking. Door deze afloop verslechterde de verhouding tussen beide koningen weer.
De kerstening in zijn land verliep moeizaam en de christenen werden in 1255 zelfs verdreven uit Litouwen. De vrede met Lijfland viel slecht bij verschillende edelen, en ook bij de Samogitiërs die nog in strijd waren met de Lijflandse Orde. Zij vonden dat Mindaugas als koning van Litouwen en als heerser van Dainava de natuurlijke vijand van de Duitse Orde zou moeten zijn. Zijn neef Treniota vergaarde langzamerhand veel invloed bij de Samogitiërs, ten koste van Mindaugas. Eind 1255 kreeg Mindaugas toestemming van de paus om zijn zoon Vaišvilkas tot de tweede koning van Litouwen te kronen. Hij liet zich steeds meer in met de Lijflandse Orde, wat de wrevel bij zijn vijanden deed groeien. Litouwen wist in 1259 de Mongoolse aanvallen van Boroldai af te slaan, maar dat was niet zozeer te danken aan de koning als wel aan het leiderschap van onder meer Tautvilas.
In 1260 werd de Duitse Orde door Treniota verslagen in de Slag bij Durbe. Onder druk van Treniota en de Samogitiërs ging Mindaugas uiteindelijk in de aanval tegen de Lijflandse Orde. Hij wist een paar overwinningen te behalen op Galicië-Wolhynië, maar door het uitblijven van steun van de andere stammen begon de koning Treniota steeds meer te wantrouwen. In 1263 stuurde Mindaugas zijn troepen naar Brjansk onder leiding van Daumantas van Pskov. Deze verliet het leger en vermoordde vervolgens Mindaugas en zijn zonen. Alleen Vaišvilkas wist naar een klooster te ontkomen. Treniota maakte van de gelegenheid gebruik en greep de macht.

### Heidens grootvorstendom

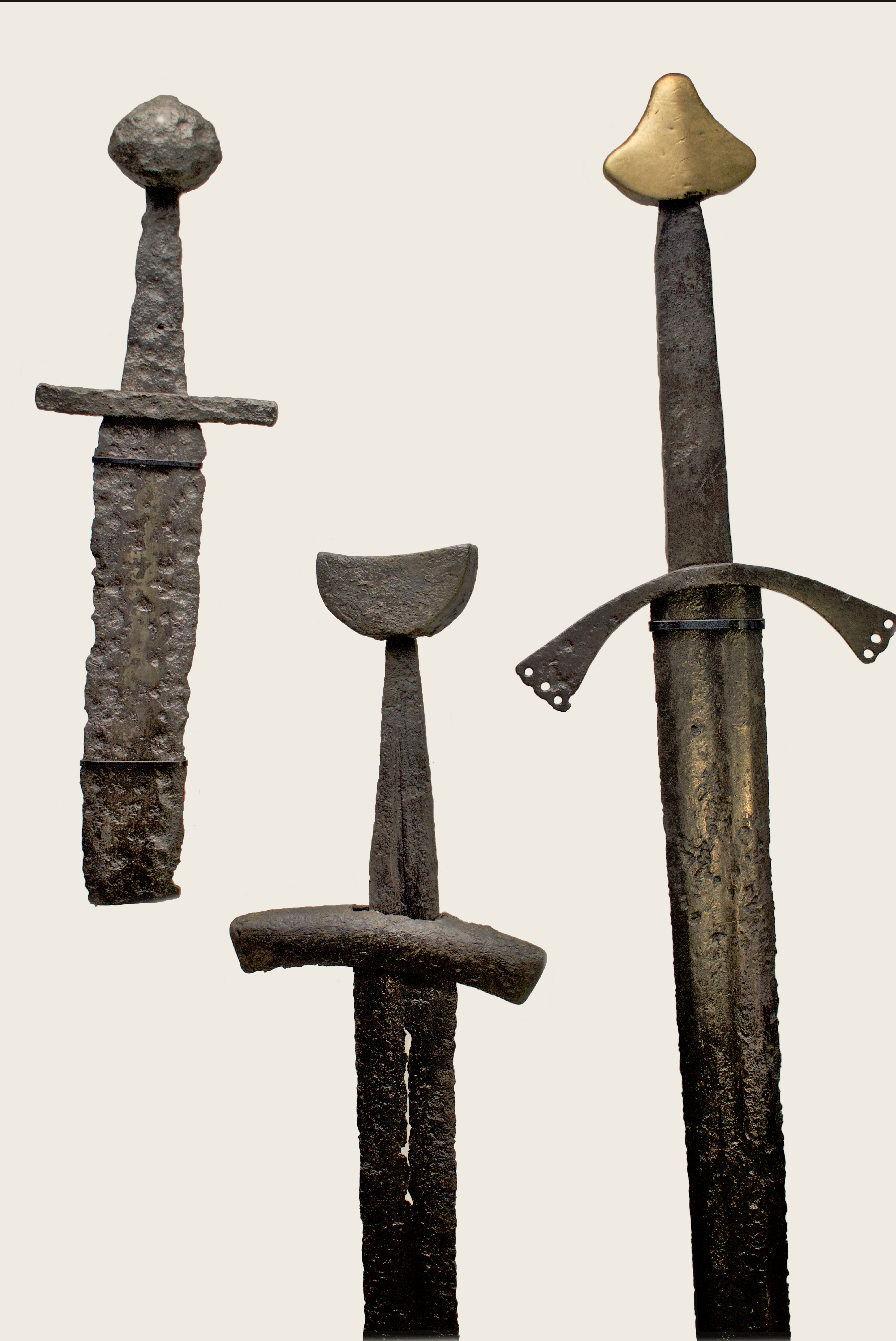
Litouwse zwaarden, 13e eeuw

Het land bleef verscheurd door een machtsstrijd, die er toe leidde dat Treniota na een jaar werd vermoord door volgelingen van Mindaugas. Daardoor werd de weg vrijgemaakt voor de troonsbestijging van Mindaugas' zoon Vaišvilkas. Deze wist met hulp van zijn zwager Sjvarn Daumantas te verdrijven naar Pskov. In 1267 droeg Vaišvilkas de troon over aan Sjvarn om een monastiek leven te gaan leiden. Ondertussen legden ook de Duitse Orde en de katholieke koning Ottokar II van Bohemen een claim op het christelijk koninkrijk van Mindaugas. In 1268 begon deze laatste een kruistocht tegen de Litouwers, maar die expeditie werd stopgezet door de Duitse Orde.

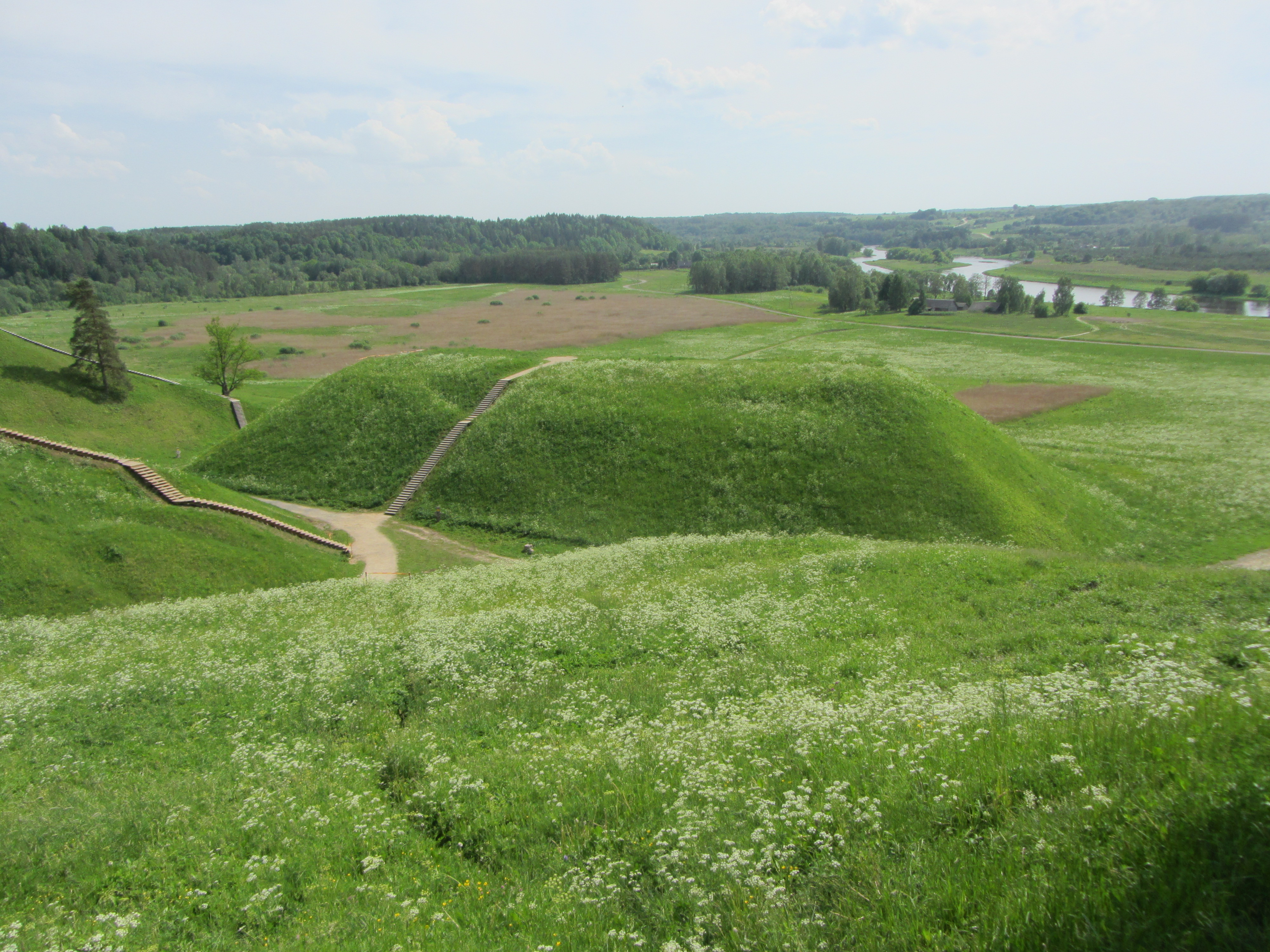
De heuvelforten van Kernavė, het machtscentrum van grootvorst Traidenis in de 13e eeuw

Na het overlijden van Sjvarn omstreeks 1270 keerde de rust in Litouwen terug met de troonsbestijging van de heidense grootvorst Traidenis. Hij ontpopte zich als een sterke monarch die diplomatiek secuur te werk ging. Gedurende zijn regering wist hij twee grote militaire overwinningen te boeken op de ridderordes, bij Karuse en Aizkraukle. Traidenis smeedde zijn gebieden en de volken die daarin woonden aaneen tot een vaste entiteit. Ook de plaats Kernavė floreerde onder het regime van Traidenis. Het werd zijn belangrijkste politieke, militaire en handelscentrum.
Traidenis was de eerst bekende Litouwse vorst die een natuurlijke dood stierf. Dat gebeurde in 1282. Hij werd opgevolgd door Daumantas van Litouwen over wie niet veel bekend is. Hij wordt verondersteld geregeerd te hebben tot het aantreden van Butigeidis in 1285. Butigeidis is het eerste bekende en onomstreden lid van het huis der Gediminiden. Deze dynastie heerste van de 14e tot de 16e eeuw over Litouwen. Butigeidis bouwde een linie van forten langs de Memel. De fortificaties werden na zijn dood verder uitgebouwd en hielpen tot de tweede helft van de 14e eeuw de invallen van de Orde te weerstaan. Hij stierf in 1290 of 1292 en werd opgevolgd door zijn broer Butvydas. Deze had al een grote invloed tijdens de regeerperiode van zijn broer, wat voor sommige historici aanleiding was te geloven dat ze co-vorsten waren.
Butvydas overleed in 1295, waarna zijn zoon Vytenis hem als grootvorst opvolgde. De regeringstijd van Vytenis werd gekenmerkt door voortdurende oorlogvoering om de macht van het grootvorstendom te consolideren. Uit de tijd van Mindaugas had Litouwen nauwe contacten overgehouden met Polotsk. Daarmee kreeg het een groot belang in de Dnjepr handelsroute. Tijdens het bewind van Vytenis werd Polotsk een vast onderdeel van Litouwen. Vytenis overleed omstreeks 1315, zonder erfgenaam. De omstandigheden rond zijn dood zijn niet bekend.

### Litouwse expansie
Na het overlijden van Vytenis trad zijn broer Gediminas aan, naar wie de dynastie van de Gediminiden werd vernoemd. Hij wist politiek voordelige huwelijken voor zijn kinderen te sluiten met partijen uit naburige staten. Hierdoor vergaarde hij langzamerhand macht in Roethenië. Litouwen groeide onder het bewind van de heidense Gediminas uit tot een multi-etnische en multi-confessionele staat. Hij breidde het grondgebied van Litouwen uit buiten zijn oorspronkelijke grenzen, waarbij hij grote delen van het vroegere Kievse Rijk verwierf. Ondertussen bleef ook de strijd woeden met de Duitse Orde die voortdurend aanwas kreeg vanuit West-Europa van edelen die wilden deelnemen aan de kruistocht tegen de Litouwers. Gediminas en zijn opvolgers moesten continu vechten aan alle grensgebieden, wat leidde tot de bouw van extra kastelen om hun positie te versterken, bijvoorbeeld Trakai, Medininkai, Vilnius, Lida en Krevo. Grootvorst Algirdas, een zoon van Gediminas, wist in de slag van de Blauwe Wateren in 1362 de Gouden Horde te verslaan en kon daardoor de stad Kiev definitief in bezit nemen.

### Personele unie met Polen

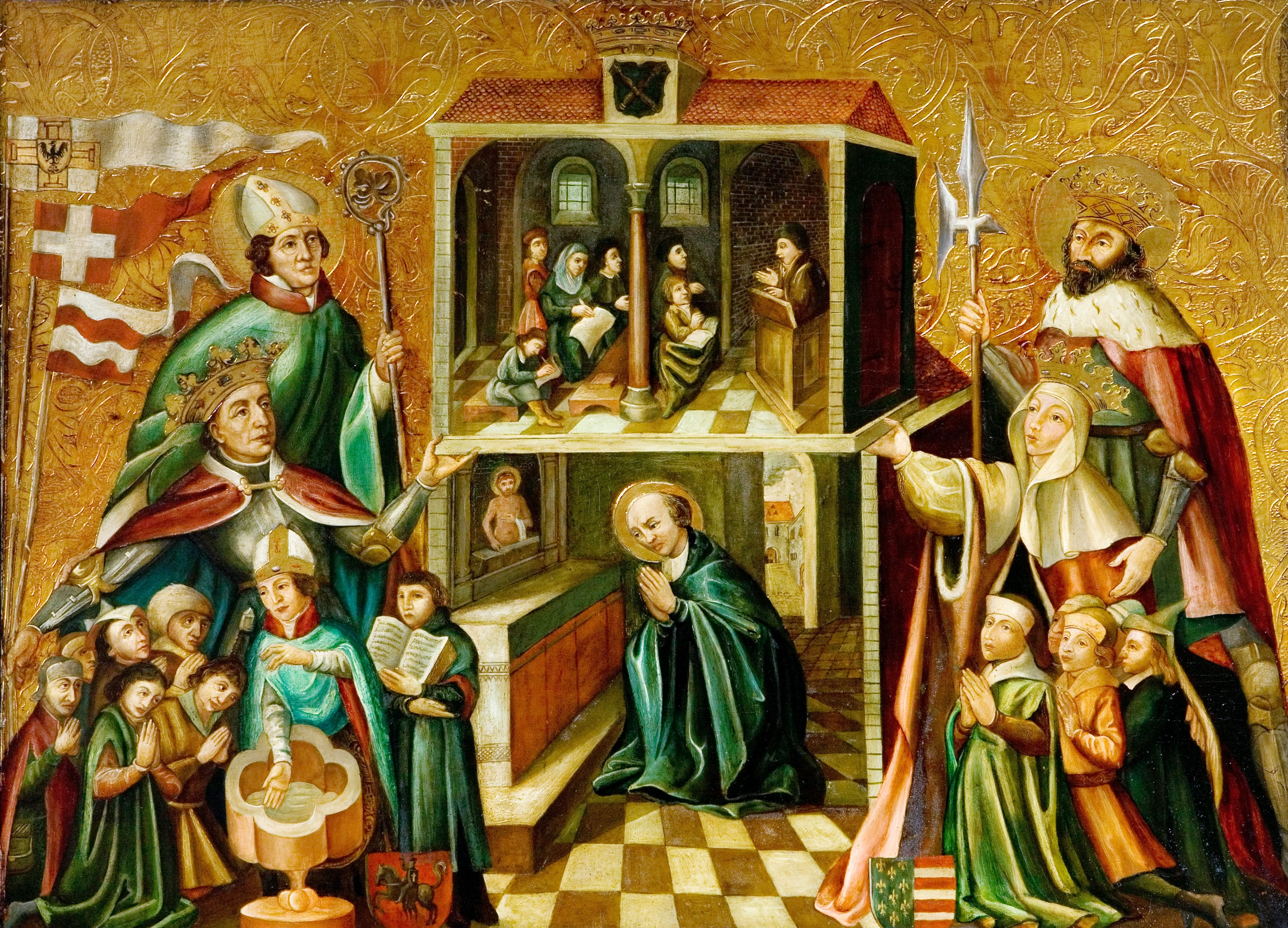
Jogaila en zijn vrouw (rechts) als de stichters van de Jagiellonische Universiteit

Na de dood van Lodewijk van Polen in 1382 werd diens dochter Hedwig aangewezen als koningin van Polen. Drie jaar later werd vanuit Litouwen contact gezocht met Polen om de mogelijkheid te onderzoeken van een verbintenis van de twaalfjarige koningin met grootvorst Jogaila, een kleinzoon van Gediminas. Een huwelijk tussen beiden zou dan leiden tot een personele unie tussen het koninkrijk Polen en het grootvorstendom Litouwen. Op 14 augustus 1385 werd in Krevo een overeenkomst ondertekend waarin Jogaila toestemming kreeg om met Hedwig te trouwen op voorwaarde dat hij zich tot christen zou laten dopen. Ook moest hij toezeggen zijn heidense onderdanen tot het katholicisme te bekeren. Het huwelijk werd in 1386 gesloten, waarna Jogaila tot koning van Polen gekozen werd. Hiermee kwam hij te regeren over een rijk met zes miljoen inwoners. In 1399 ging de unie van Polen en Litouwen een verbond aan met de Duitse Orde om de Samogitiërs, de laatste heidense Litouwers, te verslaan. Kort na deze samenwerking verslechterde de verstandhouding met de orde.
Hierdoor bleef de Duitse Ordestaat een bedreiging vormen voor beide landen, tot de orde in 1410 in de Slag bij Tannenberg beslissend werd verslagen. De oorlog met de orderidders bracht Polen en Litouwen dichter bij elkaar. Na 1418 vormde het toen versnipperde Lijfland geen bedreiging meer voor de unie. Wel dienden zich gedurende de 15e eeuw twee nieuwe bedreigingen aan, namelijk het grootvorstendom Moskou en het kanaat van de Krim. In diezelfde eeuw bereikte het grootvorstendom zijn grootste omvang, toen de khans van de Krim delen van de Zwarte Zeekust afstonden in ruil voor militaire steun. Het verkreeg de kuststrook waar de steden van Odessa en Otsjakiv toe behoorden. Dit gebied moest door het grootvorstendom uiteindelijk weer worden afgestaan aan het Ottomaanse Rijk.
Vanaf het moment dat Jogaila koning van Polen werd, brak er ook een periode van burgeroorlogen aan in Litouwen. Eerst was er een oorlog tussen Jogaila en zijn oom Kęstutis en zijn neef Vytautas. Deze laatste zocht herhaaldelijk hulp bij de Duitse Orde, maar na het Pact van Vilnius en Radom keerde de rust tijdelijk terug in het rijk. Vytautas kon toen als bijna-gelijke van Jogaila in Litouwen regeren. Hij leidde in 1399 een grootvorstelijk leger naar de Krim om de Litouwse positie aldaar te verstevigen, maar hij werd verslagen door de Gouden Horde in de Slag bij de Vorskla. Na de dood van Vytautas in 1430 brak een burgeroorlog uit tussen twee takken van de Gediminiden, de Jagiellonen en de tak van Sigismund Kęstutaitis. Daarbij trachtte ook de Duitse Orde te profiteren van de strijd. De burgeroorlog resulteerde in een verzoening tussen beide partijen. Na de dood van Jogaila ontstond enige ontspanning. Onder begeleiding van kardinaal Zbigniew Oleśnicki werd Jogailas zoon Wladislaus III koning van Polen. In reactie daarop riepen Litouwse edelen diens jongere broer Casimir uit tot hun grootvorst. Na de dood van Wladislaus III wist Casimir ook de Poolse kroon te krijgen.

### Oorlogen met Moskou

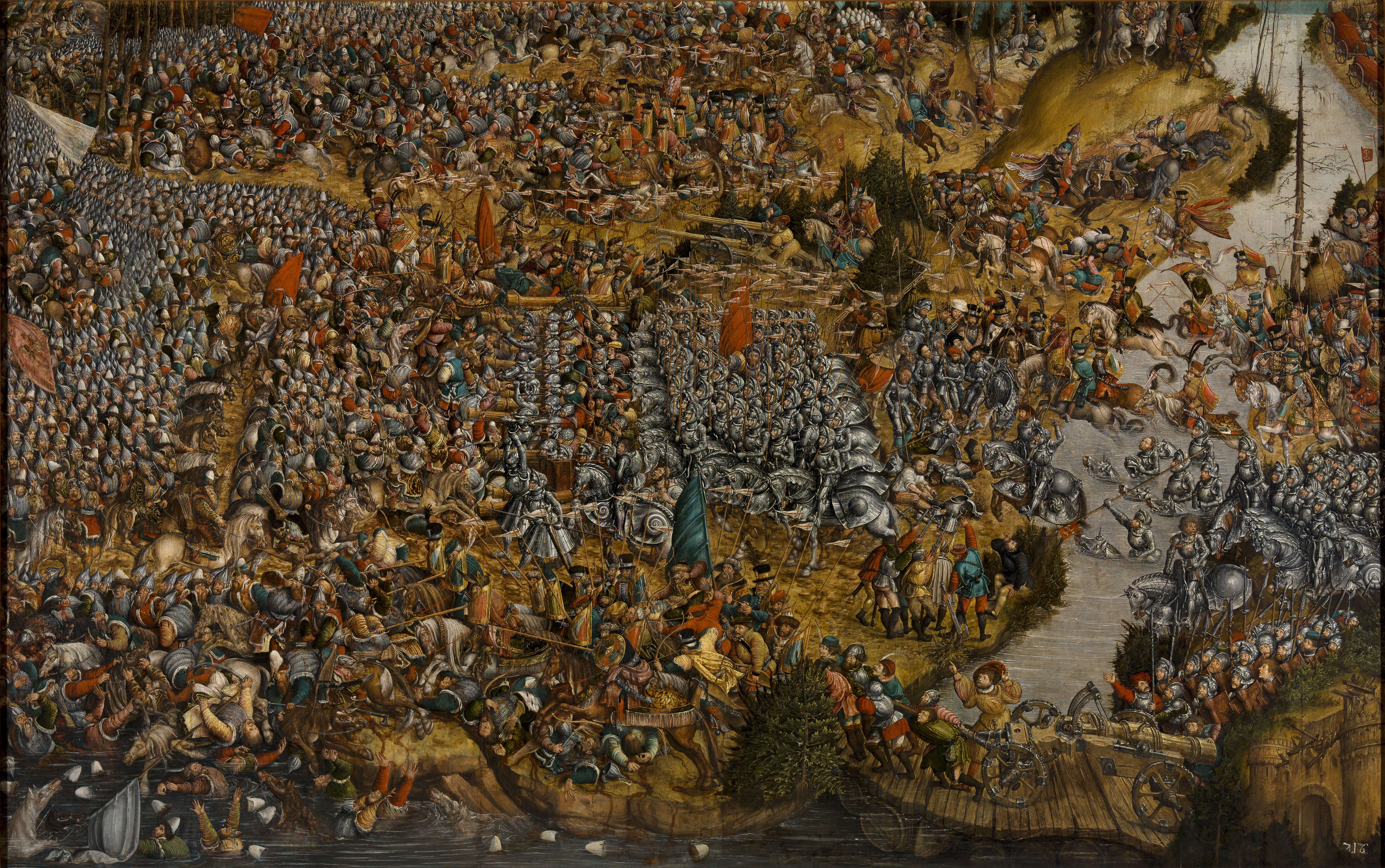
De slag bij Orsja, schilderij toegeschreven aan Hans Krell

Na de Val van Constantinopel in 1453 ontstond bij Moskovieten het idee dat hun stad eigenlijk een Derde Rome was. De grootvorsten van Moskou zagen het dan ook als hun missie om het oude Land van de Roes te herstellen, onder hun heerschappij. In lijn daarmee claimden ze dat alle orthodoxe Slaven onder het gezag van de aartsbisschop van Moskou vielen, ook de orthodoxen die in Litouwen leefden. Deze boodschap kreeg echter weinig steun bij de Wit-Roetheniërs en Oekraïners, die hun politieke en godsdienstige afscheiding koesterden in het grootvorstendom. De ideologie van het Derde Rome vormde voor de Moskou diverse malen een casus belli voor een oorlog tegen Litouwen. De vijandelijkheden begonnen in 1485 en hielden met enige tussenpozen drie eeuwen aan. In 1494 viel het eerste grootvorstelijke bolwerk Vjazma.
Grootvorst Alexander, die gehuwd was met de dochter van grootvorst Ivan III van Moskou, trachtte de betrekkingen te verbeteren. Dit bleef echter zonder succes, omdat de grootvorst vasthield aan de ideologie van het Derde Rome. De Litouwers wisten hun grootste overwinning te behalen in 1514 in de Slag bij Orsja. Tijdens de twaalf jaar durende periode van vrede die volgde na de wapenstilstand van 1522, kon Litouwen zich herstellen, zijn economie versterken en zich cultureel verder ontwikkelen. In 1537 brak een periode van vrede tussen beide partijen aan die 21 jaar duurde. Op dat moment had Litouwen naast Vjazma ook Polatsk, Tsjernigov en Siversk verloren. Onder leiding van de Poolse hetman Jan Tarnowski werd het Litouwse leger eind jaren 1550 gemoderniseerd. Tijdens de Lijflandse Oorlog, de laatste oorlog van Moskou met Litouwen sloot grootvorst Sigismund II in 1561 het Verdrag van Wilno, waardoor het hertogdom Koerland en Semgallen een vazalstaat van Litouwen werd.

### Het Gemenebest

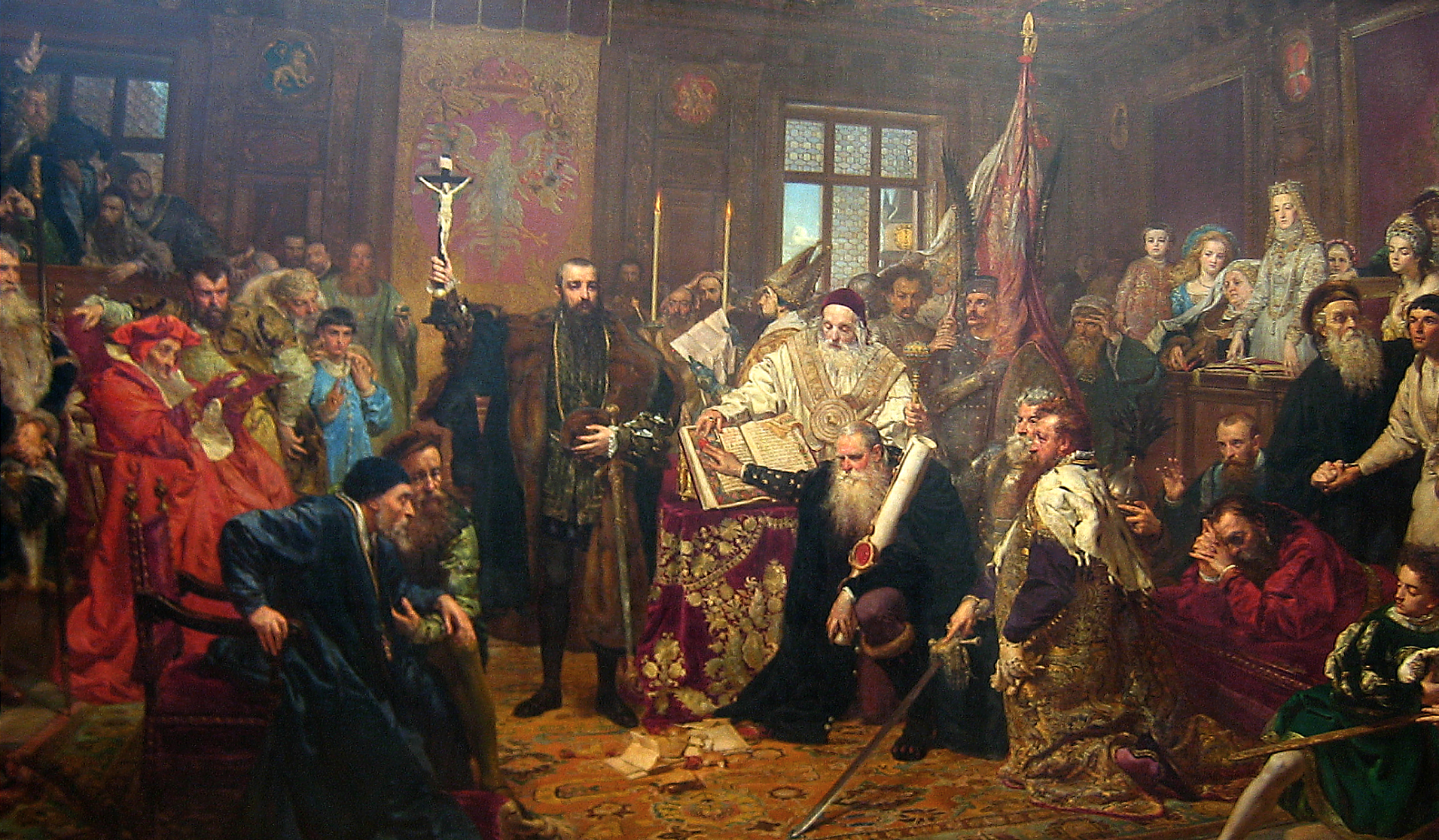
De Unie van Lublin, geschilderd door Jan Matejko.

Sigismund II wist dat hij zonder nageslacht zou sterven. Hij vreesde voor chaos na zijn dood als Litouwen niet met Polen zou worden geïntegreerd. Daarop liet hij in 1568 in Lublin de landdag (Sejm) bijeenkomen om een constitutionele unie te vormen van het koninkrijk en het grootvorstendom. De onderhandelingen duurden ruim een halfjaar doordat de belangrijkste Litouwse edellieden, Mikołaj "de Rode" Radziwiłł, Jan Hieronimowicz Chodkiewicz en Ostafi Wołłowicz, weigerden mee te werken. Uiteindelijk ging Chodkiewicz overstag en werden Polen en Litouwen samengevoegd tot een Rzeczposplita, een gemenebest: één ondeelbaar politiek geheel, één gekozen koning, één sejm en één munt. Bij de Unie van Lublin raakte het grootvorstendom meer dan de helft van zijn gebied kwijt aan Polen, namelijk de provincies Podlasië, Kiev en Wolynië. Hiermee werd Polen anderhalfmaal zo groot als Litouwen.
In 1576 kozen de edelen van het gemenebest de Hongaarse koning Stefanus Báthory tot de nieuwe koning-grootvorst. Door een opstand in Danzig zag Rusland de kans schoon om Lijfland te veroveren. In 1579 opende Báthory het tegenoffensief met het weinig succesvolle Beleg van Pskov. In januari 1582 sloten de twee landen vrede in het Verdrag van Jam Zapolski waarbij Moskou heel Lijfland teruggaf aan Litouwen evenals de stad Polatsk. Na de dood van Báthory werd de Zweedse katholiek Sigismund Vasa gekozen als koning. Door zijn verkiezing stortte Polen-Litouwen zich onbedoeld in een strijd met de protestantse verwanten van hun nieuwe koning. Dit leidde in 1620 tot het verlies van Lijfland aan Zweden. Slechts de provincie Letgalia bleef behouden voor Litouwen.
Polen-Litouwen wist zich buiten de Dertigjarige Oorlog te houden, maar werd toch in een nieuwe oorlog betrokken. In 1648 kwamen de Kozakken in Oekraïne in opstand onder leiding van hun hetman Bohdan Chmelnytsky. Zij trokken Polen en Litouwen binnen in een reeks van invasies. In 1654 sloten de Moskovieten zich aan bij de Kozakken. Bijna tegelijkertijd viel het Zweedse leger Noord-Polen en Litouwen binnen en werd Vilnius door hen veroverd. Groothetman Janus Radziwiłł spande vervolgens met Zweden samen om Litouwen aan de Poolse invloedssfeer te onttrekken. Pas in 1656 en 1657 wist het gemenebest zich te herpakken en kon het zowel de Zweden als de Russen verdrijven. In 1660 werd uiteindelijk het Verdrag van Oliwa gesloten, waarbij een groot deel van Oekraïne verloren ging aan het Kozakken-Hetmanaat. In 1668 trad koning-grootvorst Jan II Casimir af. Tijdens zijn bewind was 25 procent van de bevolking van het gemenebest overleden door het zwaard, het vuur, de honger of de pest.

### Neergang

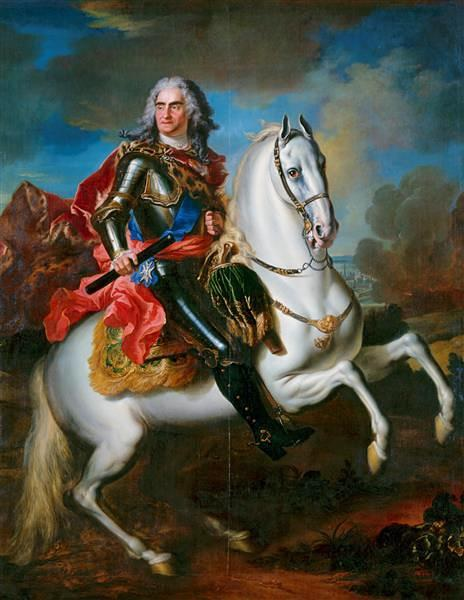
August de Sterke was tussen 1697-1706 en 1709-1733 grootvorst van Litouwen; geportretteerd door Louis de Silvestre.

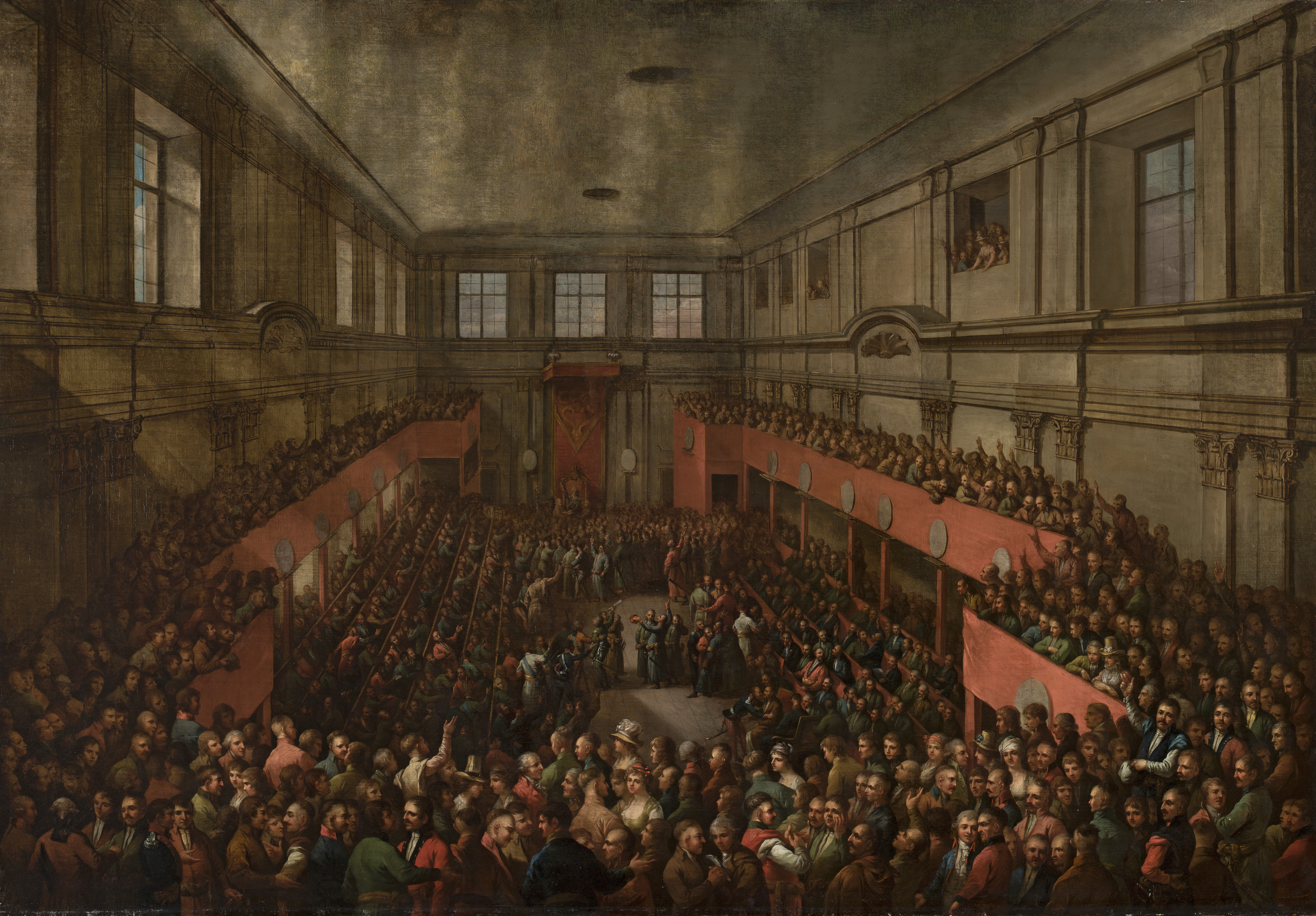
De grote sejm neemt de grondwet aan op 3 mei 1791, geschilderd door Kazimierz Wojniakowski.

Tijdens de regeerperiode van Jan Sobieski (1673-1696) werden tussen de grote Litouwse magnaten meerdere vendetta's uitgevochten die het land verscheurden. De onderlinge strijd verzwakte de staat in een tijd dat die ernstig bedreigd werd door oorlogen met Ottomanen, Zweden en Russen. In 1672 was de regio Podolië van Polen-Litouwen verloren gegaan aan het Ottomaanse Rijk. Nadat Sobieski de Ottomanen had verslagen in het Beleg van Wenen kon het gemenebest profiteren van zijn overwinning door Podolië te heroveren.
Na de dood van Sobieski kozen de edelen voor de Saksische keurvorst August II, bijgenaamd de Sterke en deze leidde als bondgenoot van Peter de Grote het gemenebest de Grote Noordse Oorlog tegen Zweden in. De Pools-Litouwse adel was in deze tijd sterk verdeeld in een pro-Zweedse en een pro-Russische factie. In 1704 werd koning-grootvorst August de Sterke vervangen door de Zweedse stroman Stanislaus Leszczyński. De mars van het Zweedse leger naar Poltava in 1709 trok een spoor van vernieling door Litouwen. Toen Peter de Grote de Slag bij Poltava won moest Leszczýnski de wijk nemen naar Zweden en keerde August de Sterke terug als koning-grootvorst.
Polen-Litouwen werd vervolgens gegijzeld door de Russen. Onder dreiging van kanonnen nam de Sejm in 1717 enkele wetten aan waarin drastisch gekort werd op militaire uitgaven. De centrale organen van het gemenebest functioneerden niet meer toen August III in 1733 zijn overleden vader August de Sterke opvolgde. Dertig jaar lang vormden de sejmiki, de regionale assemblees, de enige vorm van gecoördineerd bestuur. August III was ook keurvorst van Saksen en liet de staatszaken van het gemenebest aan de toch al overheersende Russen over. In deze periode wisten de magnaten hun macht te vergroten. Een groep van magnaten onder leiding van de Czartoryski's en de Poniatowski's kwam regelmatig bijeen om het gezag van de afwezige monarch over te nemen.
In 1764 werd Stanislaus August Poniatowski met behulp van de Russische tsarina Catharina de Grote tot koning-grootvorst verkozen. Hij zag het als zijn taak het gemenebest te reanimeren en te moderniseren. Hierbij moest hij ook de wurggreep van de Russen op zijn rijk weten te verlichten, maar hiermee kwam hij op ramkoers met Catharina de Grote. In het eerste decennium van zijn regering wist Stanislaus August veel vooruitgang te boeken met hervormingen die de vrijwel onbeperkte macht van de adel inperkten. Dit stuitte echter op tegenstand van een groot deel van de adel en van de buurlanden Rusland en Pruisen, die vreesden dat een hervormd Polen aan hun invloed zou ontglippen. Doordat het gemenebest nagenoeg weerloos was kon het weinig doen tegen de Eerste Poolse Deling in 1773. De Pruisen wisten Noord-Polen te verkrijgen, de Oostenrijkers een stuk in het zuiden en de Russen annexeerden een kwart van het grootvorstendom, inclusief de woiwodschappen van Polatsk, Vitebsk en Mtislav. Er volgde een periode van politieke hervorming, de tijd van de Grote Sejm van 1788-1792, die profiteerde van de Russisch-Turkse Oorlog. Op 3 mei 1791 werd de eerste grondwet van Europa in Polen-Litouwen aangenomen.
De vooruitgang werd echter bemoeilijkt door de Confederatie van Targowica die in opstand kwam tegen het gemenebest. De Poolse en Litouwse magnaten werden gesteund door Rusland wat leidde tot een nieuwe Pools-Russische oorlog. Tadeusz Kościuszko wist de slagen bij Zieleńce en Dubienka te winnen, maar de koning-grootvorst capituleerde waardoor de grondwet ongeldig werd verklaard en de Russische troepen vrij konden plunderen in het gemenebest. Hierop volgde de Tweede Poolse Deling waarbij Pruisen Danzig kreeg en de Russen de meeste woiwodschappen van het grootvorstendom, op Vilnius na. Op 25 september 1793 werd Stanislaus August verplicht het verlies van zijn macht te accepteren. In 1794 kwam Kościuszko in verzet en zwoer hij een eed aan de koning en de natie. Hij wist de Russen te verpletteren in de Slag bij Racławice en in Vilnius verdreef Jakub Jasiński het Russische leger. Na een val van het paard werd Kościuszko gevangen genomen en kon de Russische generaal Aleksandr Soevorov de hoofdstad Warschau innemen, waarbij de een groot deel van de inwoners van het stadsdeel Praga werd vermoord.
In de laatste twee jaar van zijn bestaan werd het gemenebest onder de voet gelopen door de Russen die Vilnius heroverden. Hiermee kwam het laatste stukje Litouwen in handen van het Russische keizerrijk. Van alle edelen die in verzet waren gekomen werden de wapens afgenomen en alle traditionele burgerlijke en militaire diensten werden gesloten. Stanislaus August deed op 25 november 1795 troonsafstand en werd vervolgens zonder proces veroordeeld tot levenslange gevangenschap in Rusland.

## Nasleep

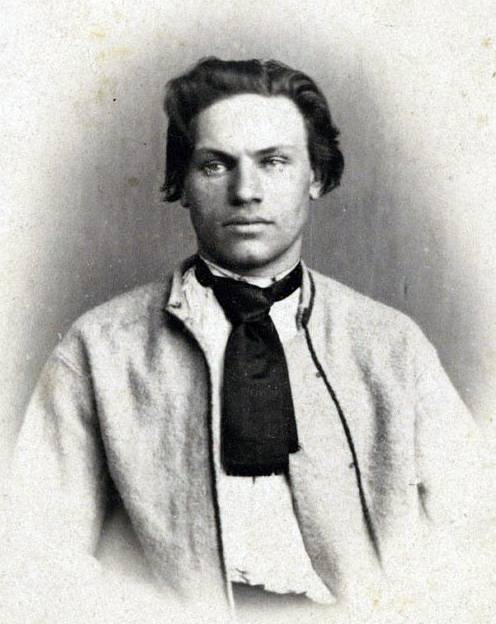
Konstanty Kalinowski was een van de Litouwse leiders tijdens de Januariopstand van 1863-1864.

De bestaande wetten in Litouwen waren te diepgeworteld om direct vervangen te kunnen worden en daarom werden de Russische decreten geleidelijk ingevoerd. De Litouwse adel die in de tijd van het grootvorstendom een eigen besturende klasse vormde had geen plaats meer in het autocratische Rusland en verloor aan macht en invloed. Tot aan 1815 voerden de tsaren ook de titel van "grootvorst van Litouwen", maar na de intrede van de titel "Al-Russisch Keizer en Autocraat" verdween de Litouwse titel naar de achtergrond. Door middel van het onderwijs werd geprobeerd Litouwen te Russificeren. De enige bevolkingsgroep waarbij de Russificatie echt aansloeg waren de Litvaks, de Litouwse joden. In de 19e eeuw kwamen de Litouwers aan de zijde van de Polen drie keer tegen het Russische gezag in opstand. In 1812, in 1830-1831 en in 1863-1864. Deze opstanden hadden tot gevolg dat de onderdrukking nog verder toenam.
Het nationalisme van Litouwen bleef na de opstanden onverminderd voortleven. Nadat Litouwen tijdens de Eerste Wereldoorlog zijn onafhankelijkheid verkreeg had het land een korte monarchistische opleving en werd de Duitser Willem II van Urach tot koning verkozen, maar na de Duitse nederlaag in 1918 werd de grondwet aangepast en werd Litouwen een republiek. De Pools-Litouwse Oorlog van 1917 om het bezit van Vilnius had geleid tot een slechte relatie met Polen, wat de na-oorlogse samenwerking tussen beide landen bemoeilijkte. Tijdens de Tweede Wereldoorlog verloor het land zijn onafhankelijkheid, maar na de Val van de Muur was Litouwen in 1991 de eerste Sovjetrepubliek die zich afscheidde.

## Demografie
Litouwse historici veronderstellen dat de Roetheniërs de grootste bevolkingsgroep in het grootvorstendom vormden en dat hun aantal twee keer zo groot was als dat van de etnische Litouwers. Russische en Oekraïense historici denken dat hun aandeel nog groter was en gaan uit van een 3:1 of een 4:1 ratio. Eind 14e eeuw woonden er in het grootvorstendom 400.000 Litouwers en 1 tot 1,5 miljoen Roetheniërs. In 1528 groeide het totale aantal inwoners uit tot 2,7 miljoen en in de 17e eeuw tot 4 miljoen. Ten tijde van de Unie van Lublin leefde een derde van de bevolking in steden, na de unie nam het aantal Polen in Litouwen significant toe. De urbanisatiegraad van Litouwen was klein in vergelijking met die in de rest van Europa. Het westelijk gedeelte van het grootvorstendom, de regio van Vilnius, Trakai en Navahroedak, was het meest geurbaniseerd. Aan het einde van de 15e en begin 16e eeuw begonnen de middelgrote plaatsen in Litouwen te groeien. In 1500 waren er veertig plaatsen in Litouwen en halverwege de 16e eeuw waren er negentig bijgekomen.

### Religie

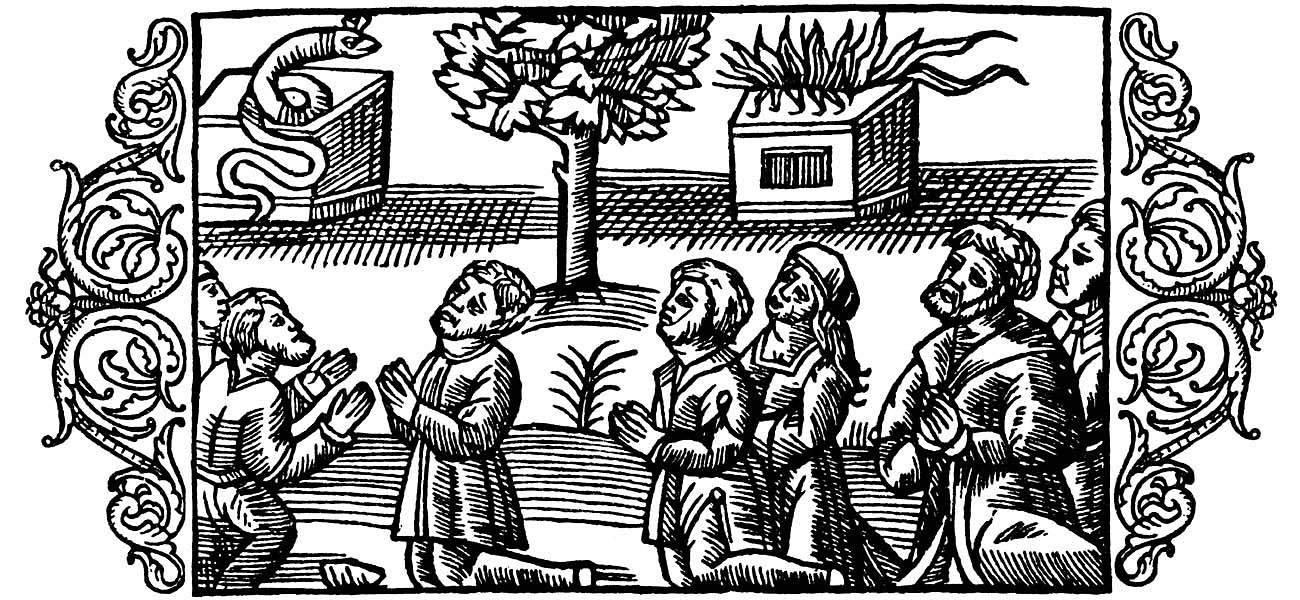
Litouwers aanbidden een grasslang en het heilig vuur. Afbeelding afkomstig uit Olaus Magnus' Historia de gentibus septentrionalibus.

Tot aan hun kerstening hadden de Litouwers een polytheïstische godsdienst. Van enkele goden zijn de namen overgeleverd: Meiden, Nunadievis, Perkūnas, Teliavelis, Velnias en Žemyna. Centraal in de religie stonden de heilige vuren, die onderhouden werden door priesters. Er zijn aanwijzingen dat er een Litouwse variant van de Vestaalse maagden heeft bestaan. De Litouwers kenden geen tempels, maar wel heilige plaatsen, bijvoorbeeld op bergen, in bossen, onder eikenbomen en naast stenen die als heilig werden beschouwd. Na de introductie van het christendom bleven de Litouwers op deze plaatsen offers brengen. Volgens sommige bronnen zou koning Mindaugas na zijn doop zijn blijven offeren aan de inheemse goden. Ondanks de officiële terugkeer naar het heidendom, dus nog voor de kerstening van Jogaila, bekeerden steeds meer edelen en boeren zich tot het christendom, veelal tot de Byzantijnse orthodoxie.
In het begin van het bestaan als grootvorstendom was er sprake van een vorm van religieuze tolerantie. Zo waren Tataarse moslims welkom, evenals Karaïten uit de Krim. De heersende klasse was grotendeels heidens, terwijl een gedeelte van de bevolking orthodox christelijk was. Tijdens zijn regering liet grootvorst Gediminas missies van de franciscanen en dominicanen toe in zijn land, maar weigerde hij een algemene bekering. In de 13e en 14e eeuw werden diverse katholieke kerken in Litouwen gebouwd, voornamelijk voor buitenlandse handelaren. In 1375 werd het eerste diocees in Litouwen opgericht. Na de kerstening van grootvorst Jogaila ontstond een kerkelijke kunst in Litouwen die sterk beïnvloed werd door de Byzantijnse kunst. Het oprichten van kerken en kloosters door het land werd een onderdeel van de politiek van de grootvorsten omdat ze daarmee hun macht konden tonen. Na de Unie van Kreva werd de heidense religie verboden en werden in Litouwen massale doopplechtigheden gehouden. Na 1413 lukte het grootvorst Vytautas de Grote om Samogitië te kerstenen.

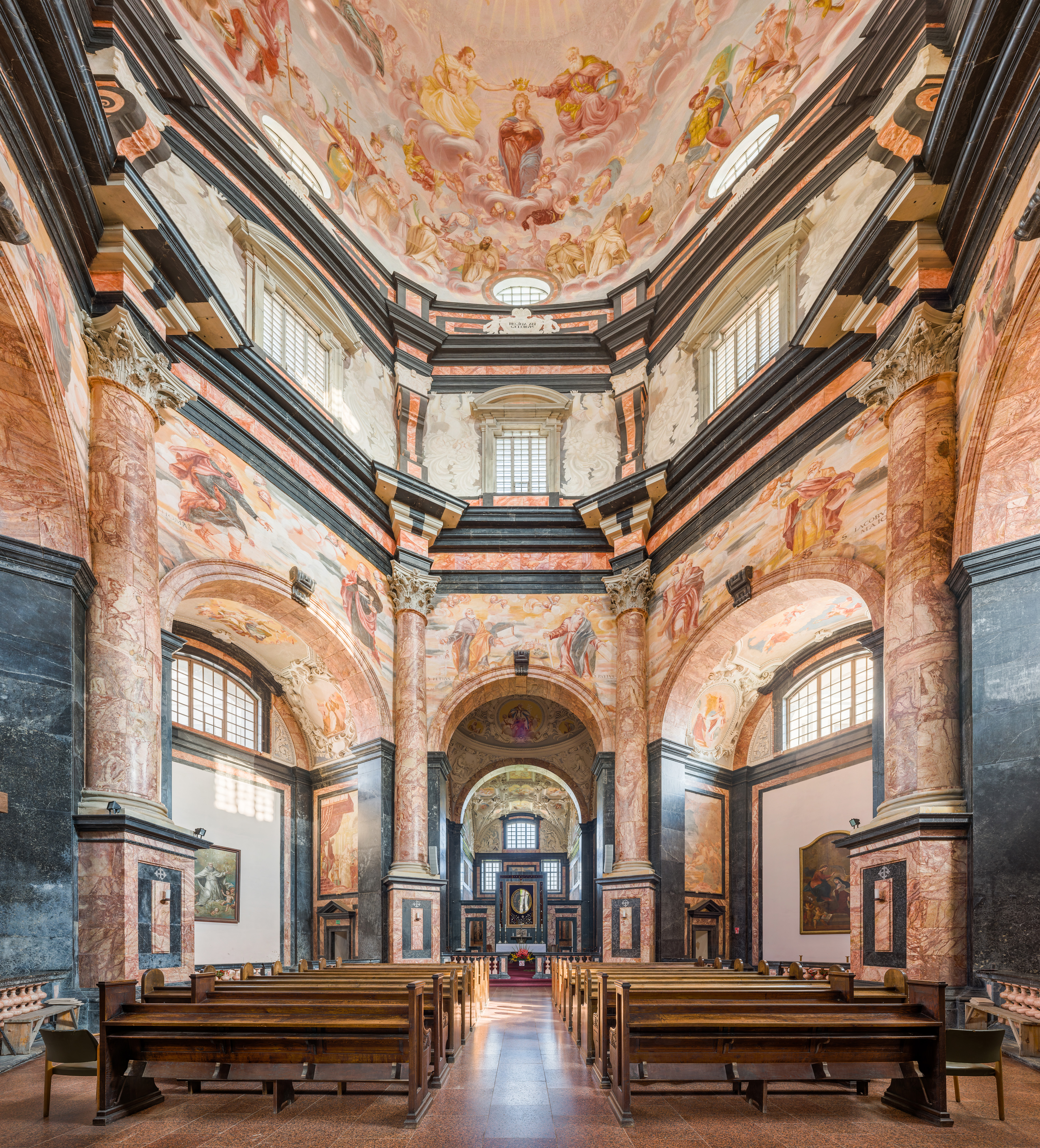
Het marmeren interieur van het Pažaislis-klooster, nabij Kaunas.

Begin 16e eeuw vormden de orthodoxe christenen de meerderheid van de bevolking. Zij volgden de traditionele Slavische liturgie van Kiev, en niet die van het Patriarchaat van Moskou. De vorsten uit het geslacht van de Ostrogoski fungeerden als hun seculiere "bewakers". De belangrijkste heiligdommen van de orthodoxen in Litouwen bevonden zich nabij Lida, het Klooster van Zjirovitsji en het Holenklooster van Kiev. Er waren verscheidene voorstellen om een afzonderlijk patriarchaat in het grootvorstendom te stichten, maar deze werden nooit verwezenlijkt. In 1596 organiseerden de orthodoxe bisschoppen in Brest een concilie en vormden ze de Oekraïense Grieks-Katholieke Kerk, die de Byzantijnse ritus volgt en het Oekraïens als liturgische taal heeft. Deze kerk erkent het gezag van de paus en gebruikt de juliaanse kalender.
Door de verpoolsing van de Litouwse adel die ontstond na de bekering van Jogaila, won het rooms-katholicisme terrein. Casimir de Heilige, zoon van koning Casimir IV van Polen, werd in 1522 heilig verklaard en werd de beschermheilige van Litouwen. Tijdens de Reformatie kon het calvinisme op veel sympathie van de magnaten rekenen. Een van de belangrijkste bekeerlingen was kanselier en groothetman Mikołaj "de Rode" Radziwiłł. In 1562 werd de Bijbel voor het eerst in het Pools vertaald in Brest. Een kleine twee eeuwen later, in 1735, verscheen in Koningsbergen de eerste Bijbel in het Litouws. In de 17e eeuw schoot de contrareformatie wortel in Litouwen, na de oprichting van een keten van jezuïtische colleges. Na de Bartholomeüsnacht kwamen de edelen van het gemenebest tot een verbond waarin ze godsdienstvrijheid voor het gemenebest regelden.
In de 17e eeuw kwamen veel Joodse Polen naar Litouwen als rentmeester van landgoederen, een van de weinige lucratieve beroepen die aan Joden werd toegestaan uit te oefenen. In Vilnius vestigde zich een grote joodse gemeenschap die de Jiddische cultuur koesterde en waar vooraanstaande Thora-geleerden met open armen werden ontvangen. Tot de grote Litouwse joodse schriftgeleerden behoorde onder anderen Isaac van Trakai. Daarnaast fungeerde het grootvorstendom ook als toevluchtsoord voor radicale religieuze denkers. Zo vestigde zich een groep Poolse antitrinitariërs zich in Trakai.

### Taal
In het oude kerngebied van het grootvorstendom Litouwen werd voornamelijk Litouws gesproken, een Indo-Europese taal uit het Baltische taalgebied. De bureaucraten van het grootvorstendom waren in staat om te converseren in Latijn, Duits en Oudroetheens. Na de verovering van de voormalige gebieden van het Kievse Rijk werd het Oudroetheens de overheidstaal. Pas na de dood van Jan Sobieski in 1696 werd de officiële taal van het bestuur veranderd naar het Pools.

## Staatsinrichting

### Onafhankelijk grootvorstendom

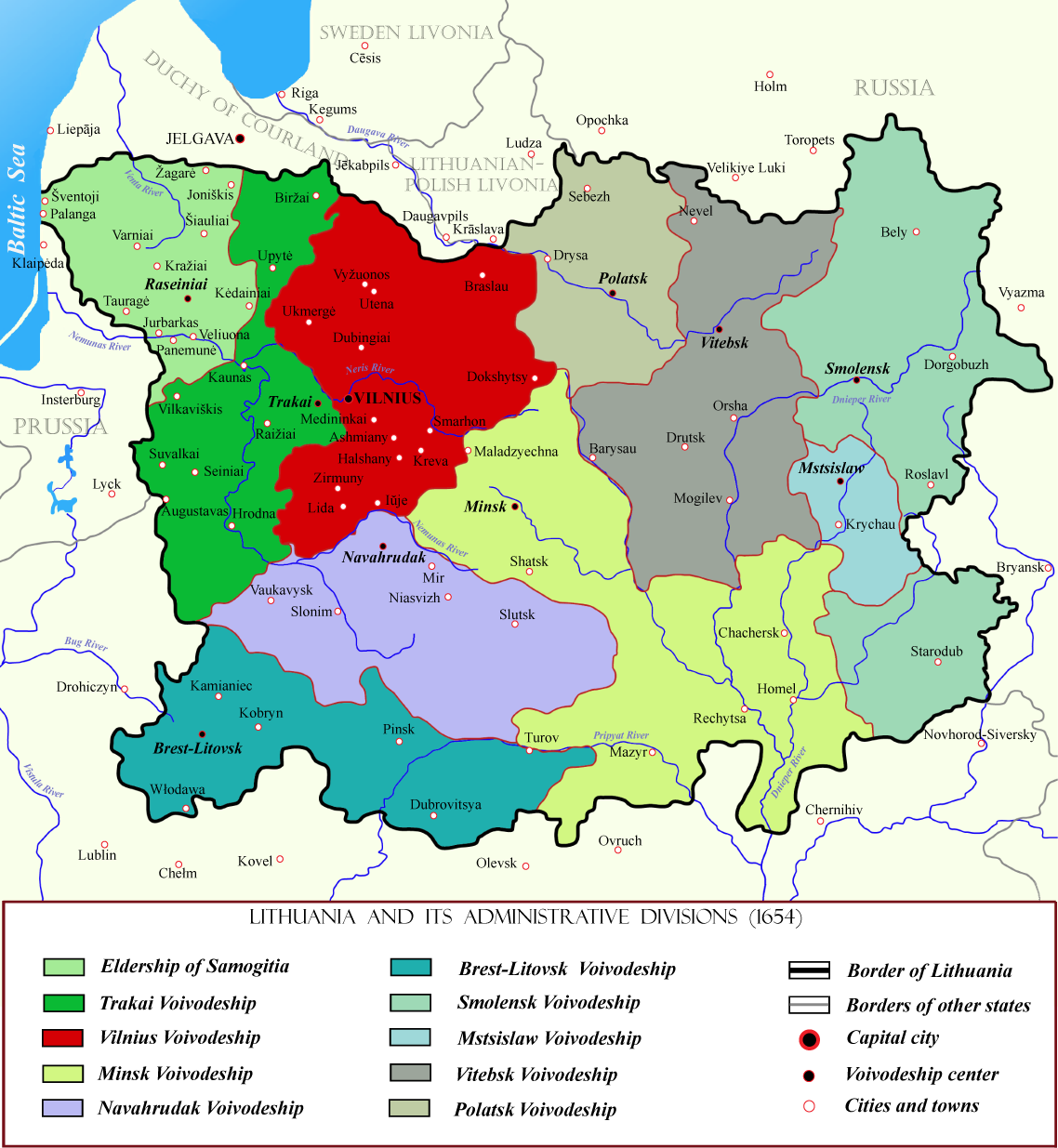
Kaart van de Litouwse woiwodschappen in de 17e eeuw

De adel functioneerde tot begin 15e eeuw als een strijdersklasse die onderworpen was aan de grootvorst die hen land schonk voor hun bewezen diensten. Zij waren ook absolute trouw verschuldigd aan hun heerser, maar dit veranderde na de Unie van Horodło waarbij de adel zeggenschap kreeg over kwesties die zowel Polen als Litouwen aangingen.
Onder grootvorst Vytautas werd een leenstelsel geïntroduceerd waarin edelen landgoederen in leen konden krijgen. Daardoor ontstond een klasse van feodale vazallen. De heerser kon zo zijn macht steeds indirecter uitoefenen, via de hovelingen en dienaren die hij beloond had met leengoederen. Dit leidde er toe dat in de 16e eeuw een beperkt aantal edellieden de zeggenschap had over dertig procent van het grondgebied. De overige gebieden waren in handen van zo'n 19.000 leden van de lagere adel.

### In unie met Polen
Bij afwezigheid van de grootvorsten, die voornamelijk in Polen verbleven, had het Litouwse adviescollege verreikende verantwoordelijkheden. De vertegenwoordiger van de grootvorst, de woiwode of "paleiswacht", oefende het hoogste politieke en militaire gezag uit in alle woiwodschappen, behalve in het verre zuiden waar de Tataren en Kozakken rondzwierven. De groothetman voerde het bevel over de militaire troepen van het grootvorstendom. De kanselier gaf vanuit Vilnius leiding aan het burgerlijk bestuur waarbij hij werd ondersteund door starosten en paltsgraven. Om Poolse bemoeienis te voorkomen bleven de Litouwse overheidsfuncties aanvankelijk voorbehouden aan etnische Litouwers. In 1434 verkregen de Roetheense edelen politieke rechten. Het Eerste Statuut van Litouwen kwam uit in 1529. In 1566 werd een tweede versie van dit wetboek aangenomen en na de unificatie volgde in 1588 de derde en laatste.
In 1559 had koning Sigismund II naar Pools voorbeeld voor het grootvorstendom een Sejm ingesteld en in 1564 sejmiki (regionale assemblees) voor de provincies. De Litouwse sejm werd na Unie van Lublin samengevoegd met de Poolse. Het grootvorstendom kreeg wel zijn eigen hoge rechtstribunaal, dat zijn zittingen afwisselend in drie centra hield. Het vorstendom was onderverdeeld in negen woiwodschappen: Vilnius, Troki, Brest, Minsk, Vitebsk, Mtislav, Polatsk, Seversk en Smalensk. Elk woiwodschap was op zijn beurt onderverdeeld in poviats (districten) en elk daarvan had zijn eigen sejmik.

## Economie

### Handel
In de 14e eeuw was het grootvorstendom een landbouwsamenleving waarin voornamelijk graan en linnen werd geproduceerd. De overheidsinkomsten kwamen vooral van oorlogsbuit en van overvallen in het buitenland om slaven te verkrijgen. Onder grootvorst Gediminas werd begonnen om de agrarisch georiënteerde economie te ontwikkelen naar een staatshuishouden waarin commercie een belangrijkere rol speelde. De Litouwse handelaren deden in het begin vooral zaken met de Lijflandse Orde en met de stad Riga. De Litouwers kochten daar wapens voor hun strijd en verkochten hiertoe hout, huiden en graan. Gediminas verlaagde rond 1320 belangrijke invoerrechten en tolgelden om te bevorderen dat handelaren van de Hanze naar Vilnius zouden komen. Daarnaast moedigde hij buitenlandse handelaren aan om zich in Litouwen te vestigen. De toevoeging van de Russische steden Polotsk en Vitebsk aan het grootvorstendom begin 14e eeuw zorgde voor verdere intensivering van de handel tussen Lijfland en Litouwen. In de tweede helft van die eeuw wist Litouwen ook te profiteren van de vachthandel van Novgorod die via Litouwen liep.

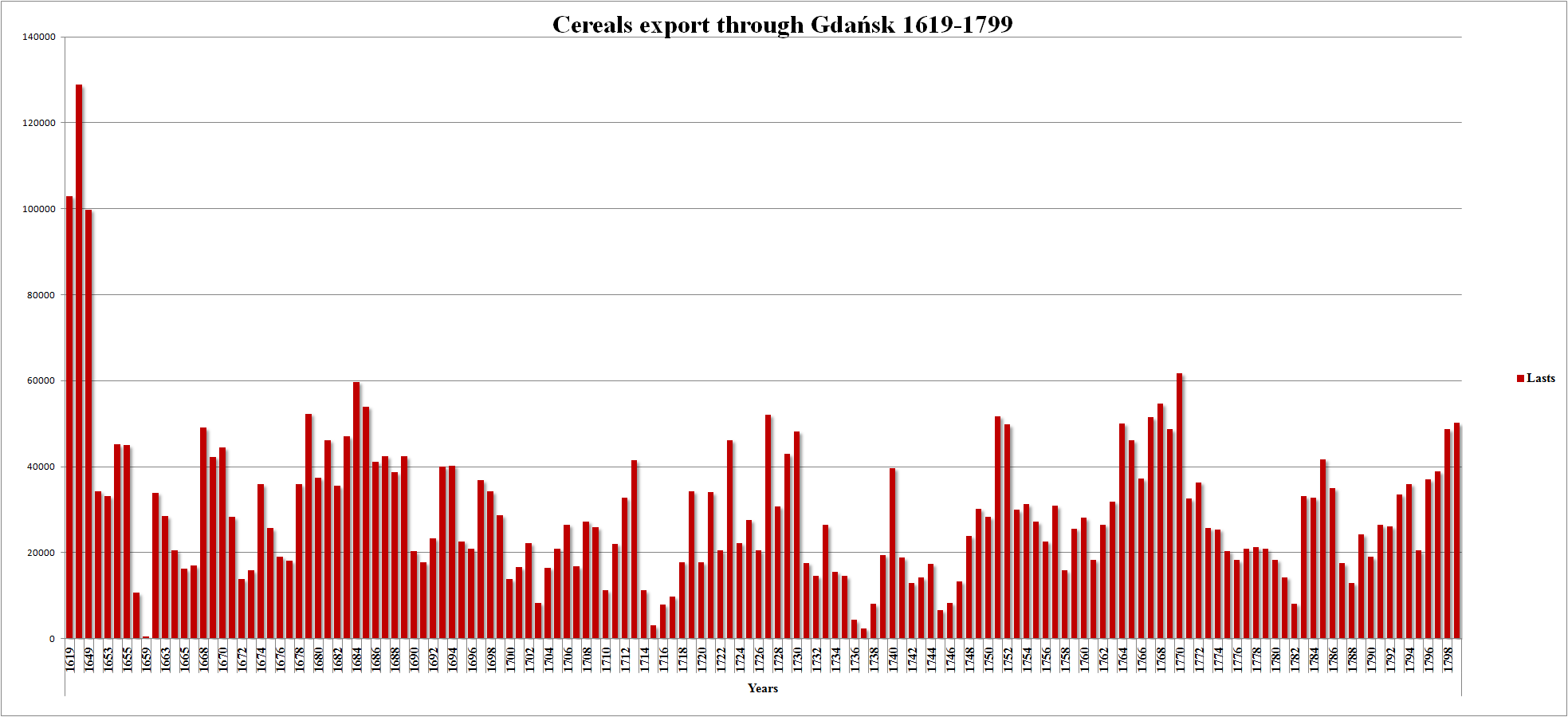
Grafiek van het export van graan via de haven van Danzig in de periode 1619-1799

Na de personele unie met Polen in 1386 begon een periode van welvaart voor Litouwen. Door technologische ontwikkelingen die door de Duitsers werden geïntroduceerd, zoals een verstevigde wielploeg, groeiden de landbouwsurplussen die aan binnen- en buitenland verkocht konden worden. Halverwege de 16e eeuw stimuleerde koningin Bona Sforza de herindeling van landbouwgronden, waarbij zij het drieslagstelsel in het grootvorstendom introduceerde. Ook hervormde ze de landbouwbelastingen. In 1588 werd de slavernij in Litouwen afgeschaft met uitzondering van oorlogsgevangenen. De andere slaven verkregen geen volledige vrijheid, zij werden horigen. Dit stond in contrast met de groei van het lijfeigenschap in de 15e en 16e eeuw in Litouwen, aangemoedigd door de groeiende export van graan naar West-Europa.
Volgens fragmentarische bronnen exporteerden handelaren in de periode 1560-1599 44.000 ton graan via Danzig. Dit was slechts 4 tot 5 procent van de jaarlijkse graanproductie van het land. Jaarlijks werden 970.000 ton rogge, 120.000 ton tarwe en 210.000 ton mout geproduceerd. Hiervan behielden boeren 21 procent voor de zaden en 75 procent voor eigen consumptie. De verscheping van het graan ging veelal via Danzig.
In de 16e eeuw was Vilnius het belangrijkste handelsknooppunt van het grootvorstendom. De stad Lvov groeide in het midden van de 14e eeuw uit tot een belangrijk centrum voor de handel met Azië en China. Andere belangrijke handelsroutes die door het grootvorstendom liepen, voerden van Vilnius via Smolensk naar Novgorod en Moskou. De belangrijkste handelswaren die via deze routes werden getransporteerd waren bont, huiden en was.
De economie liep in het begin van de 18e eeuw een harde tegenslag op door de aanhoudende oorlogen, maar in de tweede helft van de eeuw begon de economie weer te groeien en werd in de landbouw vooruitgang geboekt. In deze periode was dertig procent van de boeren lijfeigene van de magnaten. De overige zeventig procent bestond uit vrije boeren die zich voornamelijk toelegden op de productie van vlas en hout. Het transport over de rivieren werd verbeterd door de opening van een kanalenstelsel in 1785. Er kwamen verbindingen tussen de Dnjepr en de Memel, en tussen de Pripjat en de Bug. Hiermee kon de export van graan, hout en potas worden verbeterd. In 1752 werd de eerste textielfabriek van het grootvorstendom geopend in Njasvizj.

### Munteenheden

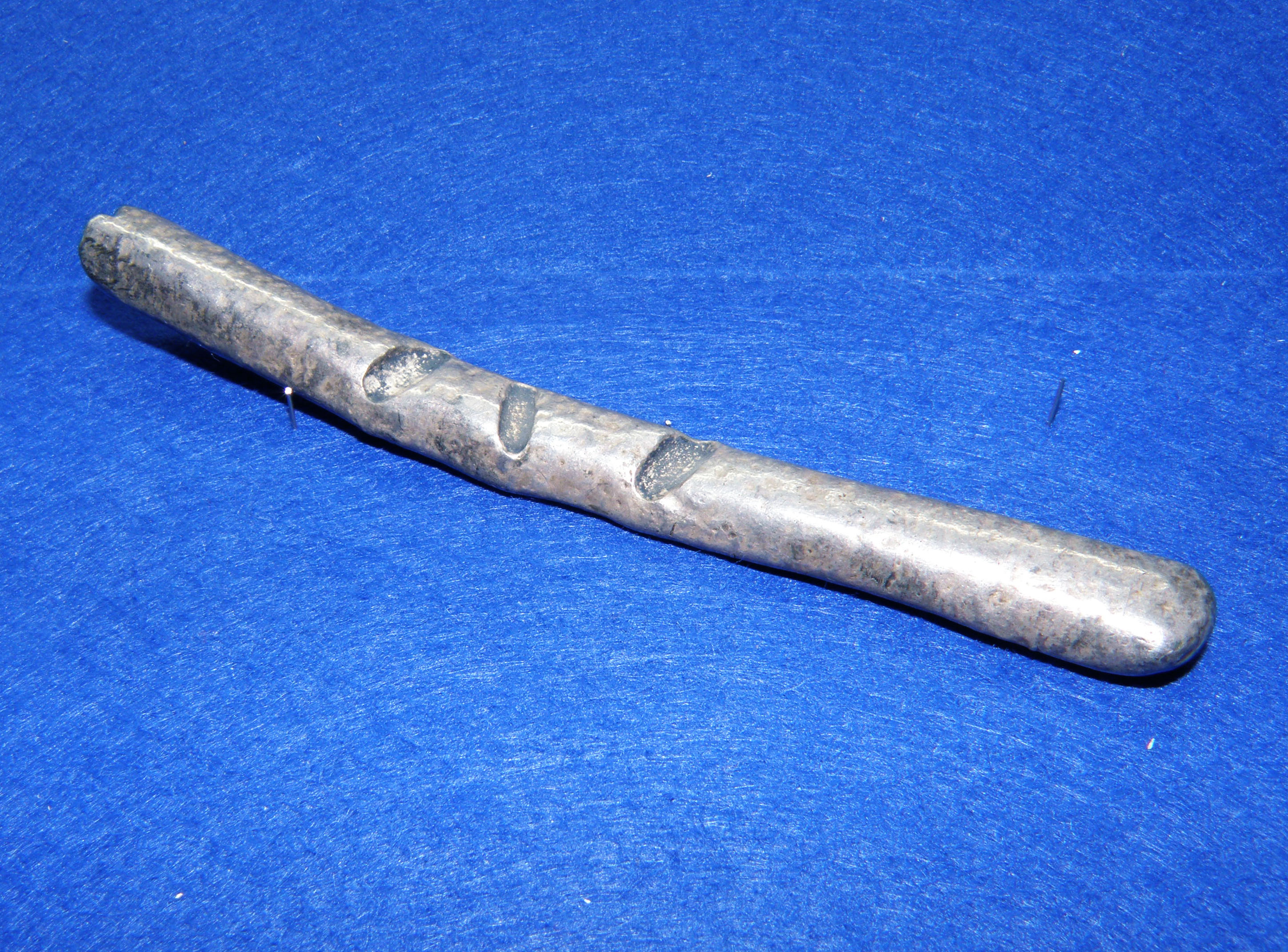
De Lietuviškas ilgasis, de zilveren baren die in de 12e en 13e eeuw als betaalmiddel in het grootvorstendom werden gebruikt.

Het Litouwen van Gediminas gaf geen eigen valuta uit. De Litouwers handelden in de 13e eeuw met zelf geproduceerde zilveren baren met een driehoekige doorsnee en een gewicht tussen 108 en 192 gram. De eerste munten in Litouwen werden eind 14e eeuw geslagen. Waarschijnlijk begon grootvorst Algirdas met het slaan van munten, maar pas na de unie met Polen onder Jogaila werd in Vilnius een munt naar het type van de denarius geslagen en uitgegeven. Veel later werd het muntsysteem formeel gevormd. Tijdens de regering van Alexander begon de munt van Vilnius met het slaan van munten naar West-Europese technologie met een legering van tin en zilver. In 1495 werd een decimaal telsysteem voor de munt geïntroduceerd: in één grašis gingen tien denarii. Omstreeks 1500 waren 100 Litouwse grašis 136 Poolse grozsy waard en na de hervormingen van Sigismund I werd de verhouding 100:125. Na de Unie van Lublin werd de zloty geïntroduceerd die als betaalmiddel gold in de gehele gemenebest. Tot aan 1733 bleef Litouwen zijn eigen munten slaan.

## Cultuur

### Vroegchristelijke periode
De Byzantijnse literaire traditie had een enorme invloed op de geschiedenis van de geschreven Litouwse taal. De evangeliën van Lavrisjevo en Mstizj gelden als belangrijke voorbeelden van de kunst en literatuur van de orthodoxe Litouwse elite. Deze kunst kreeg een impuls na de vestiging van Bulgaarse en Servische schrijvers die uit hun land gevlucht waren na de Ottomaanse invallen aldaar. Een belangrijk literair werk uit het begin van de 15e eeuw was de eerste versie van de Litouwse Kronieken. In de 16e eeuw werden twee nieuwe versies van deze kronieken geschreven. Door zijn heidense herkomst bleef Litouwen lang vrij van invloeden uit het middeleeuwse West-Europa, maar na de kerstening begon onder de regering van Vytautas de riddercultuur zijn intrede te doen in het land. Zo nam de Litouwse edelman Albertas Manvydas in 1475 deel aan een steekspel in Landshut. Daarnaast werd het kruistochtideaal geïntroduceerd en trachtte grootvorst Alexander van Polen in 1500 een eigen ridderorde in het leven te roepen.

### Renaissancetijd

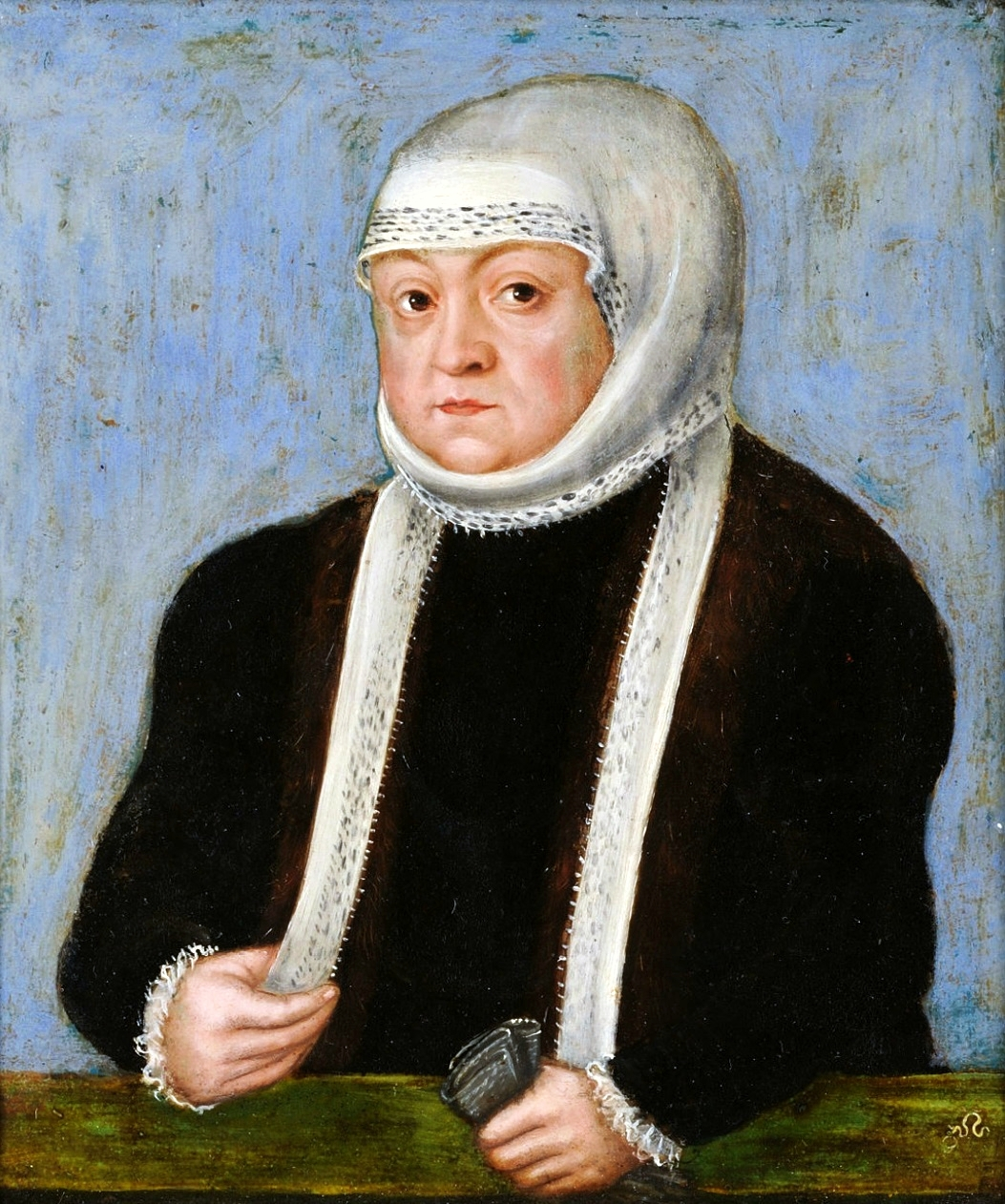
Grootvorstin Bona Sforza gold als een belangrijke aanjager van de renaissance in Litouwen.

De renaissance deed in 1514, na de Slag bij Orsha, zijn intrede in Litouwen. Het huwelijk van grootvorst Sigismund I met de Italiaanse Bona Sforza bracht de ideeën van het humanisme naar Litouwen; ideeën die aansloegen bij de intelligentsia van het grootvorstendom. Grootvorstin Bona Sforza nodigde Italiaanse architecten, beeldhouwers en musici uit om voor haar in het grootvorstendom te komen werken. In 1523 droeg de Litouwse dichter Mikołaj Hussowczyk het gedicht de statute feritate ac venatione bisontis aan Bona Sforza op vanwege haar rol als mecenas.
In de 16e eeuw groeide Vilnius uit tot een belangrijke culturele stad. In 1522 werd in de stad de eerste drukkerij van Litouwen gevestigd door de humanist Francysk Skaryna. Het Grootvorstelijk paleis van Vilnius stond op de plek waar 150 jaar eerder nog een houten paleis had gestaan en was met inbreng van Italiaanse renaissance-architecten gebouwd. In de 16e eeuw vestigden de jezuïeten verschillende colleges in Litouwen. Het belangrijkste college was dat van Vilnius, dat in 1570 werd opgericht. Negen jaar later werd het college gepromoveerd tot universiteit. De studenten kwamen grotendeels uit het grootvorstendom zelf. De Litouwse wetenschap werd voornamelijk beoefend door afgestudeerden van de universiteit, en nadat de inschrijvingen na 1720 terugliepen roestte het curriculum van de universiteit vast.
Ook de zoon van Sigismund I en Bona Sforza, Sigismund II August, was het Italiaanse humanisme toegedaan. Door het humanisme groeide in Litouwen het concept van de onafhankelijkheid van het grootvorstendom. Voorbeelden van denkers die de onafhankelijkheid van Litouwen uitdroegen waren Albertas Goštautas en Augustinus Rotundus. De eigen geschiedenis kreeg een steeds belangrijkere rol en ook hieraan droeg Rotundus bij, evenals de Pool Maciej Stryjkowski die drie werken over de Litouwse geschiedenis schreef.

### Verlichting
Onder koning-grootvorst Stanislaus August Poniatowski beleefde Polen-Litouwen rond 1770-1780 de hoogtijdagen van de Poolse Verlichting. Er werden in die periode grote vorderingen gemaakt op het gebied van onderwijs, landbouw, bestuur, geschiedenis en kunst. Na het verbod op de jezuïetenorde in 1773 werden nieuwe scholen opgericht, en de onderwijscommissie zette een wijdverbreid schoolsysteem op dat tot ver in de 19e eeuw bleef functioneren. Er werd een nationaal geschiedenisproject gelanceerd, er kwam een ambtenarenopleiding, en schrijvers en schilders kregen financiële steun. De magnaten speelden hierin een rol en sommigen verklaarden hun lijfeigenen vrij. Karol Stanisław Radziwiłł toverde het kasteel van Njasvizj om tot een belangrijk centrum van theater, muziek en opera.